# Gloria de Mees
Gloria Monique de Mees (Paramaribo, Surinam) es una abogada y profesora surinamesa que se desempeñó como Relatora de la Organización de Estados Americanos sobre los Derechos de los Afrodescendientes y contra la Discriminación Racial. Fue elegida para formar parte de la Comisión Interamericana de Derechos Humanos (CIDH) desde 2024 hasta finales de 2027.